# Борозни Аристарха
Бо́розни Ариста́рха (лат. Rimae Aristarchus) — система з восьми довгих вузьких неглибоких западин на поверхні Місяця протяжністю близько 121 км, які розташовані на захід від каратера Крігер та північніше від кратера Аристарх.
Селенографічні координати 26°54′ пн. ш. 47°30′ зх. д. / 26.9° пн. ш. 47.5° зх. д..
Назва борозен походить від найбільшого з розташованих неподалік кратерів кратера Аристарх, який у свою чергу був названий на честь давньогрецького астронома Аристарха Самоського (310—230 до н. е.)

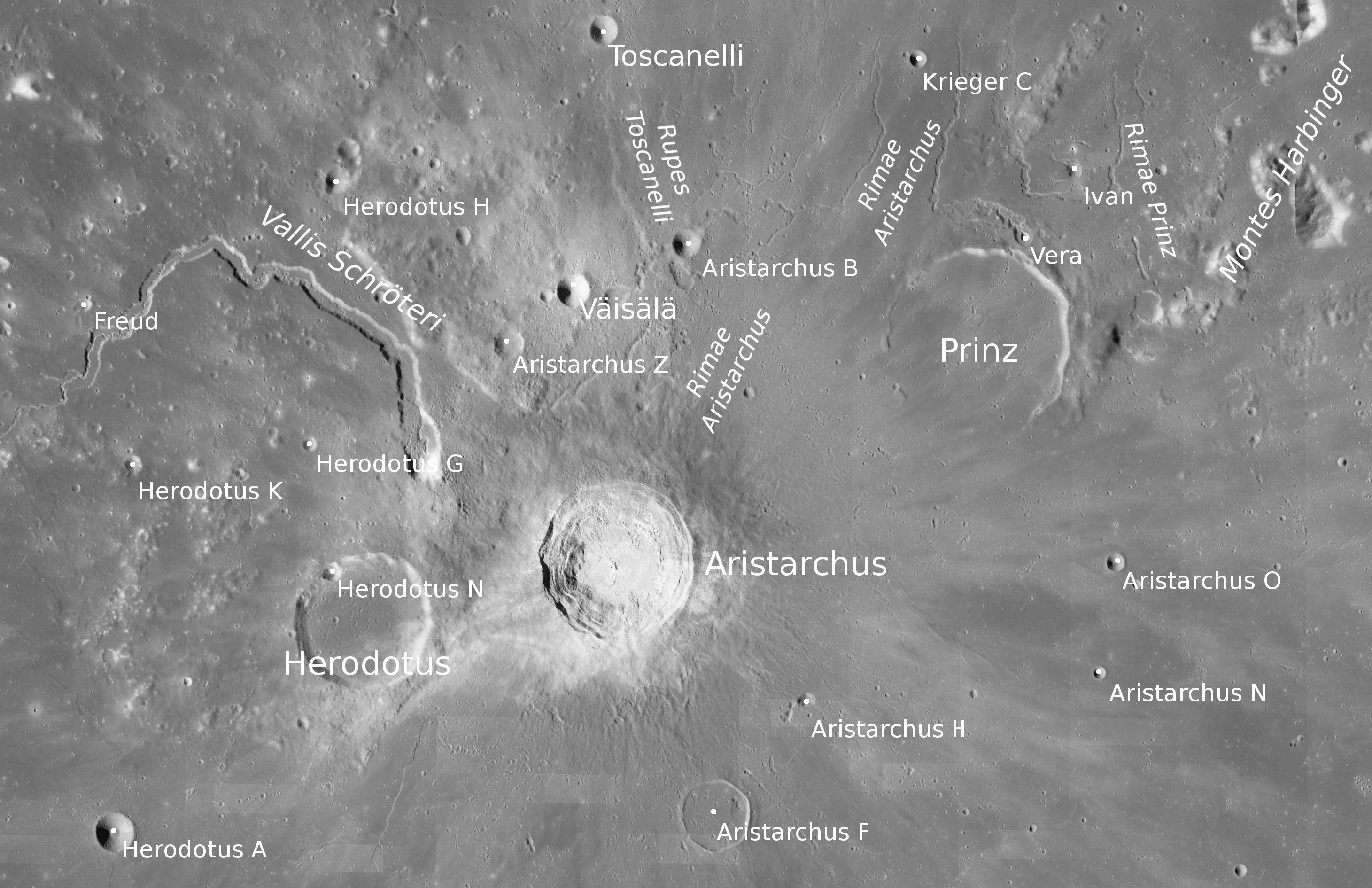
Борозни Аристарха на світлині Lunar Reconnaissance Orbiter